# Moriz Henneberger

Moriz Henneberger (1921)

Heinrich Moriz Henneberger (* 16. Oktober 1878 in Bümpliz; † 7. April 1959 in Basel) war ein Schweizer Schachmeister und Mathematiklehrer.
Er war der ältere Bruder von Walter Henneberger und Eduard Henneberger und der Vater von Charlotte Urfer-Henneberger. Moriz Henneberger besuchte in Basel die Schulen und erwarb die eidgenössische Maturität. Das Studium im Hauptfach Mathematik in Basel und Bern schloss er mit dem Gymnasiallehrer- und Doktorexamen ab. Er befasste sich 1902 in seiner Dissertation mit der Theorie der Integrale der Bernoullischen Funktion. Nach Anstellungen am Bürgerlichen Waisenhaus Basel und am Institut auf dem Rosenberg in St. Gallen heiratete er, während seiner Zeit am Gymnasium Bern, am 6. April 1906 Emma Rickli. 1911 wurde er als Lehrer an die obere Realschule Basel gewählt. Seine Wahl zum Lehrer am Realgymnasium in Basel erfolgte 1930. Henneberger verliess im Jahr 1944 mit 66 Jahren das Lehramt. Seine Tätigkeit als Sekretär der Kommission für akademische Berufsberatung beendete er 1947 nach 26 Jahren.
Im Militär brachte es Henneberger zum Hauptmann und befehligte im Aktivdienst eine Landwehrkompanie. Er setzte sich nach 1918 für Jungschützenkurse ein und war lange Zeit Jungschützenleiter und Schiesslehrer.
Er präsidierte von 1921 bis 1936 die Scharfschützen-Gesellschaft Basel. Auf seine Initiative hin wurde der Werktagschiessverein gegründet, um den Schiessbetrieb am Wochenende zu entlasten. 1949 wurde er Ehrenpräsident und 1958 Ehrenveteran der Scharfschützen-Gesellschaft Basel. Er war langjähriges Mitglied der kantonalen Schiesskommission.
Henneberger war 1899 und 1909 alleiniger Schweizer Schachmeister, 1906, 1911 und 1914 teilte er den Titel. Er nahm als Mitglied der Schweizer Mannschaft an der Schacholympiade 1928 in Den Haag teil. Seine beste historische Elo-Zahl erreichte er mit 2366 im Jahr 1909. Er war Ehrenpräsident der Basler Schachgesellschaft.
|   | a | b | c | d | e | f | g | h |   |
| 8 |   |   |   |   |   |   |   |   | 8 |
| 7 |   |   |   |   |   |   |   |   | 7 |
| 6 |   |   |   |   |   |   |   |   | 6 |
| 5 |   |   |   |   |   |   |   |   | 5 |
| 4 |   |   |   |   |   |   |   |   | 4 |
| 3 |   |   |   |   |   |   |   |   | 3 |
| 2 |   |   |   |   |   |   |   |   | 2 |
| 1 |   |   |   |   |   |   |   |   | 1 |
|   | a | b | c | d | e | f | g | h |   |

Henneberger gründete 1921 die Schachspalte in der National-Zeitung und betreute sie fast 30 Jahre lang. Er komponierte Schachaufgaben und war unter anderem auch Problemredaktor von 1949 bis 1956 für die Schweizerische Schachzeitung. Er publizierte etwa 130 Studien.

Lösung:

1.Ra7-h7+ Kh8-g8

2.Rh7-g7+ Kg8-f8

3.Rg7-f7+ Kf8-e8

4.Rf7-e7+ Ke8-d8

5.Re7-e8+ Kd8-c7

6.Re8-c8+ Kc7-d7

7.Rc8-d8+ Kd7*d8 patt

 6. ... Kc7-b7

7.Rc8-b8+ Kb7*b8 patt

## Werke
- mit George Hume, Alain C. White: Alpine Chess: A Collection of Problems by Swiss Composers. In: The Chess Amateur (= A. C. W.’s Christmas series). Stroud News Publishing, Stroud 1921, S. 235 (englisch).
- mit Alain C. White: J. Juchli’s Schachprobleme. Buchdruckerei Karl Baumann, Bern 1908, S. 93.
- Kommission für akademische Berufsberatung Basel (Hrsg.): Zur Berufswahl des Akademikers. E. Birkhäuser & Cie., Basel 1924.
- Zentralsekretariat für Berufsberatung (Hrsg.): Schulerfolg – Studienerfolg – Lebenserfolg. 1946.
- mit Walther Preiswerk: Walther Preiswerks Schachprobleme. F. Meyers Erben, Triengen 1949, S. 32.
- mit Hans Klüver: Erich Brunner. Ein Künstler und Deuter des Schachproblems. Auslese aus seinem Schaffen mit 300 Schachaufgaben. Engelhardt, Berlin-Frohnau 1958, S. 198.